# 华南水鼠耳蝠
华南水鼠耳蝠（学名：Myotis laniger）也称高山鼠耳蝠，白腹鼠耳蝠，一种分布于中国及越南、印度等地区的蝙蝠，隶属于蝙蝠科鼠耳蝠属。
本种原被视为水鼠耳蝠（Myotis daubentoni）的一个亚种，1997年匈牙利研究人员依据形态特征将本种提升为种。